# 354 v.Chr.
Het jaar 354 v.Chr. is een jaartal volgens de christelijke jaartelling.

## Gebeurtenissen

### Griekenland
- Athene sluit een vredesverdrag met de Perzische satraap Mausolus van Carië.
- Athene erkent de onafhankelijkheid van de Griekse eilandstaten Chios, Kos en Rhodos.
- Philippus II van Macedonië verovert en verwoest Methoni (Piëria), tijdens het beleg verliest hij een oog.

### Italië
- Dio van Syracuse wordt vermoord door de Atheense huurling Gallipus.
- De Samnieten sluiten een alliantie met Rome tegen de Galliërs.

## Overleden
- Dio van Syracuse (~410 v.Chr. - ~354 v.Chr.), tiran van Syracuse (56)
- Timotheus, Atheens staatsman en veldheer